# Fiume atmosferico

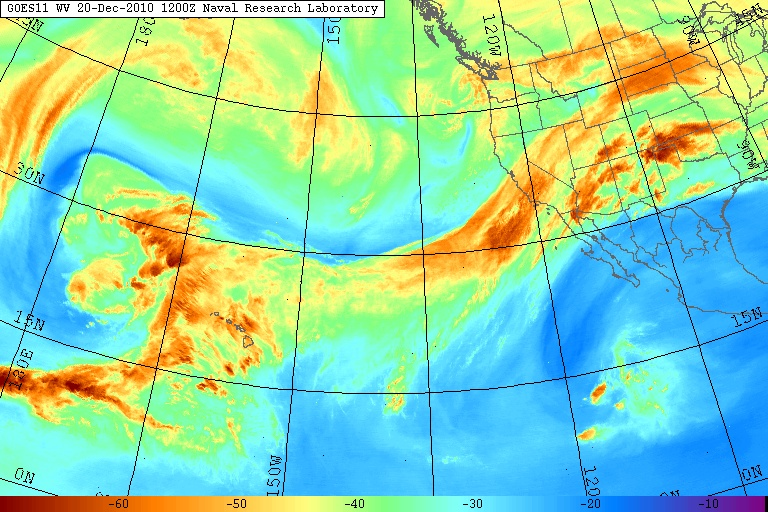
Immagine del vapore d'acqua presa dal satellite statunitense GOES 11 della costa orientale dell'Oceano Pacifico che mostra un fiume atmosferico di grandi dimensioni in movimento verso la costa della California, nel dicembre del 2010. L'evento ha prodotto forti nevicate.

Un fiume atmosferico è una banda d'umidità allungata concentrata nell'atmosfera che trasporta vapore d'acqua e acqua in forma di nuvole, presente generalmente lungo i limiti tra le grandi aree di flusso divergente dell'aria in superficie, includendo le zone frontali associate ai cicloni extratropicali che si formano sugli oceani.
Il termine è stato coniato dai ricercatori Reginald Newell e Yong Zhu del Massachusetts Institute of Technology (MIT) all'inizio degli anni '90, per evidenziare la ridotta larghezza di queste correnti. I fiumi atmosferici generalmente hanno varie migliaia di chilometri di lunghezza e alcune centinaia di chilometri di larghezza e uno solo può arrivare a trasportare un flusso d'acqua molto più grande di qualunque fiume della Terra, incluso il Rio delle Amazzoni. Sono presenti tra 3 e 5 di queste correnti atmosferiche in ogni emisfero in qualsiasi momento.
I fiumi atmosferici hanno un ruolo centrale nel ciclo dell'acqua globale, poiché rappresentano più del 90% del vapore d'acqua trasportato da nord a sud, anche se coprono solamente meno del 10% della circonferenza della Terra. Inoltre sono responsabili delle precipitazioni, e di conseguenza delle eventuali inondazioni che si manifestano nelle regioni continentali occidentali alle medie latitudini, come la costa occidentale dell'America del Nord, l'Europa occidentale e la costa atlantica dell'Africa settentrionale.